# Berufskraftfahrerqualifikationsgesetz
Das Berufskraftfahrerqualifikationsgesetz (BKrFQG) regelt die berufliche Qualifikation der Kraftfahrer bzw. Fernfahrer und die Weiterbildung der Berufskraftfahrer im gewerblichen Güterkraftverkehr und im Personenverkehr in Deutschland und ist eine Angleichung an EU-Recht (Richtlinie 2003/59/EG). Hierdurch soll eine Verbesserung der Sicherheit im Straßenverkehr durch die Vermittlung tätigkeitsbezogener Fertigkeiten und Kenntnisse bei Kraftfahrern bewirkt werden.
Die Qualifizierung ist zudem erforderlich für Berufskraftfahrer, die Fahrzeuge im gewerblichen Bereich führen, für die eine Fahrerlaubnis der Klasse C1, C1E, C, CE, D1, D1E, D oder DE notwendig ist.

## Grundqualifikation
Die Grundqualifikation kann erworben werden durch
- eine Berufsausbildung zum Berufskraftfahrer bzw. Fachkraft im Fahrbetrieb, § 2 Abs. 1 Nr. 2 BKrFQG
- Bestehen einer Prüfung zur Grundqualifikation, § 2 Abs. 1 Nr. 1 BKrFQG
- die beschleunigte Grundqualifikation, § 2 Abs. 2 BKrFQG
- erfolgreicher Abschluss eines staatlich anerkannten Ausbildungsberuf, in dem vergleichbare Fertigkeiten und Kenntnisse zur Durchführung von Fahrten mit Kraftfahrzeugen auf öffentlichen Straßen vermittelt werden (anerkannt für den Güterverkehr: Straßenwärter/-in, Werkfeuerwehrmann/-frau)

Die Schulungen für die beschleunigte Grundqualifikation enthalten üblicherweise folgende Inhalte:
- Sicherheitsregeln für rationelles Fahren
- Verbrauchsoptimiertes Fahren
- Sicherheitsausstattung
- Ladungssicherung
- Sozialrechtliche Rahmenbedingungen des Güterkraftverkehrs
- Risiken des Straßenverkehrs und Arbeitsunfälle
- Gesund am Arbeitsplatz, Ergonomie
- Richtig reagieren in Notfällen
- Imagewirksames Verhalten
- Marktkenntnis
- Praktisches Fahren

Die Kenntnisse werden durch eine Prüfung (die theoretische Prüfung dauert max. 240 Minuten, der praktische Prüfungsteil dauert 30 Minuten) nachgewiesen und durch eine Urkunde bestätigt („Bescheinigung über die Grundqualifikation und Weiterbildung  für die Fahrerinnen und Fahrer im Personenverkehr nach Artikel 10 Abs. 3 Buchstabe b dritter Spiegelstrich der Richtlinie 2003/59/EG vom 15. Juli 2003“). Ferner erfolgt auf Antrag ein Eintrag mit der Schlüsselzahl 95 in der Fahrerlaubnis sowie im Fahrerlaubnisregister.
Nur anerkannte Ausbildungsstätten dürfen ausbilden und prüfen, § 9 BKrFQV (außer wenn die IHK prüft).
Die Qualifizierung ist alle fünf Jahre zu wiederholen (Auffrischungsschulung, § 5 BKrFQG).

## Weiterbildung
Seit dem 1. Oktober 2006 müssen Fahrerinnen und Fahrer, die ihre Fahrerlaubnis der Klassen C1, C1E, C, CE vor dem 10. September 2009 (Besitzstand) erhalten haben, spätestens ab dem 10. September 2014 an einer 35-stündigen Weiterbildung teilgenommen haben. Für die Weiterbildung sieht die Anlage 1 der BKrFQV vor, dass alle Inhalte der drei Kenntnisbereiche durch Schulungen nachzuweisen sind. Davon wählt der Kraftfahrer/die Kraftfahrerin fünf Weiterbildungseinheiten aus:
1. Verbesserung des rationellen Fahrverhaltens auf der Grundlage der Sicherheitsregeln
2. Sozial-Vorschriften für den Güterverkehr und Anwendung der Vorschriften
3. Gesundheit, Verkehrs- und Umweltsicherheit, Dienstleistung, Logistik
4. Schaltstelle Fahrer – Imageträger, Dienstleister, Profi Anwendung der Vorschriften
5. Verbesserung des rationellen Fahrverhaltens auf der Grundlage der Sicherheitsregeln

Beispiel:
Kenntnisbereich 1:
Verbesserung des rationellen Fahrverhaltens auf der Grundlage der Sicherheitsregeln
- Wirtschaftliches Fahren
- Fahrsicherheitstraining
- Ladungssicherung
- Kosten senken durch Schadensprävention

Kenntnisbereich 2:
Anwendung der Vorschriften
- Sozialvorschriften
- Vorschriften für den Güterkraftverkehr

Kenntnisbereich 3:
Gesundheit, Verkehrs- und Umweltsicherheit, Dienstleistungen, Logistik
- Arbeits- und Gesundheitsschutz
- Der Kraftfahrer als Imageträger
- Vorschriften für den Güterkraftverkehr.

## Ausnahmen
Keine Grundqualifikation und Weiterbildung benötigen zum Beispiel Fahrer, die
- nicht gewerblich fahren (z. B. Privat-Fahrten, Fahrten für gemeinnützige Vereine) § 1 Abs. 2 Nr. 7 BKrFQG
- als Handwerker Material oder Ausrüstung befördern, das sie zur Berufsausübung verwenden, § 1 Abs. 2 Nr. 5 BKrFQG
- selbstfahrende Arbeitsmaschinen führen[4]
- von der Bundeswehr, der Truppe und des zivilen Gefolges der anderen Vertragsstaaten der NATO, den Polizeien des Bundes und der Länder, der Bundeszollverwaltung sowie dem Zivil- und Katastrophenschutz und der Feuerwehr eingesetzt werden oder ihren Weisungen unterliegen, § 1 Abs. 2 Nr. 2 BKrFQG.[5]

## Ahndung
Das Bundesamt für Logistik und Mobilität ist zuständige Verwaltungsbehörde für die Ahndung von Verstößen, § 28 Abs. 4 BKrQFG. Das Bußgeld beträgt bis zu 20.000 Euro (§ 28 Abs. 3 BKrQFG).